# برج وينسل المائي

منظر للبرج من على الأفق (في منتصف نحو اليمين) من الجهة الشمالية

برج وينسيل المائي (يُعرف ايضاً بـأسم برج واترلو) سابقًا برج الماء ويقع هذا الصرح في مدينة بارتون أبون ترنت بإنجلترا. تم إنشاؤه في عام 1907 بعد أن فاز أحد السكان المحليين بدعوي رفعها امام المحكمة العليا ضد شركة جنوب ستافوردشاير للأعمال المائية و ذلك بسبب ضعف إمدادات المياه. البرج عبارة عن الطوب مزود بخزان مياه مصنوع من الحديد المصبوب على ارتفاع 80 قدم (24 م) لتوفير ما يكفي من رأس هيدروليكي لتحسين ضغط المياه. تم تشييد البرج على تل سكالب كليف وهو مرئي من جميع أنحاء المدينة وهو معلم محلي معروف. توقف البرج عن القيام بأي دور في إمدادات المياه في التسعينيات، ولكنه استخدم منذ ذلك الحين كنقطة تركيب الاريال الهوائية واعمدة الإشارة .

## الوصف
يعد برج برج وينسيل المائي أحد أبرز المباني في مدينة بارتون أبون ترنت بإنجلترا، فهو مرئي على الأفق من مناطق بعيدة، وقد استخدم كعلامة بارزة عبر الطرق والسكك الحديدية لعقود من الزمان.
و البرج مبني على قمة تل سكالب كليف، والذي يمكن رؤيته من معظم اجزاء المدينة، ويقع بالقرب من حدود وينسيل مع حدود منطقة بريزلينكوت. يطل البرج علي جزء صغير من الغابات التي تُعرف باسم واترلو كلومب التي زرعها السكان المحليون لإحياء ذكرى  انتصار دوق ولنجتون في عام 1815. و على جانب منطقة بريزلينكوت من التل تتواجد مساحة من الغابات، مزروعة من قبل الشركة الوطنية للغابات ، سميت بـبرج الاخشاب

## References
1. 1 2  "World War One At Home, Winshill Water Tower, Burton-upon-Trent: Young Men's Efforts". BBC Sounds. مؤرشف من الأصل في 2019-12-10. اطلع عليه بتاريخ 2019-12-09.
2. 1 2  Sinfield، Stephen؛ Kay، Caroline (18 أبريل 2019). "Fascinating history of this Burton landmark". Derby Telegraph. مؤرشف من الأصل في 2019-12-10. اطلع عليه بتاريخ 2019-12-09.